# Allende longipes
Allende longipes is een spinnensoort in de taxonomische indeling van de strekspinnen.
Het dier behoort tot het geslacht Allende. De wetenschappelijke naam van de soort werd voor het eerst geldig gepubliceerd in 1849 door Nicolet.